# Стэн Лорел
Стэн Ло́рел (англ. Stan Laurel; настоящее имя Артур Стэнли Джефферсон, англ. Arthur Stanley Jefferson; 16 июня 1890, Алверстон, Ланкашир, Англия, Великобритания — 23 февраля 1965, Санта-Моника, Калифорния, США) — комедийный актёр, сценарист и режиссёр, ставший известным благодаря комическому дуэту «Лорел и Харди», в котором он выступал более 30 лет.

## Биография

### Ранние годы
Родители Стэна, Артур и Маргарет Джефферсон, активно занимались театральной деятельностью и практически не уделяли времени сыну. Большую часть детства он провел в Бишоп-Окленде (графство Дарем), у своей бабушки Сары Меткалф, окруженный любовью и заботой. Он учился в бишоп-оклендской школе Якова I, в тайнмутской королевской школе, и некоторое время посещал рутергленскую академию. Отец Стэна управлял различными театрами — одним из которых был впоследствии снесенный театр «Эдем» в Бишоп-Окленде. Стэна влекло к театру, и в 16 лет он впервые появился на сцене театра «Британский паноптикум» в Глазго. В 1910 году он присоединился к труппе Фреда Карно, в которую также входил молодой Чарли Чаплин (сохранилась фотография труппы, где артисты запечатлены вместе). Некоторое время Стэн выступал как дублер Чаплина. Вместе они и остались в Америке, когда труппа Карно приехала туда на гастроли. С 1916 по 1918 год он выступал вместе с Алисой и Болдуином Кук, с которыми подружился на всю жизнь, — и в этот период впервые встретился с Оливером Харди, снявшись вместе с ним в короткометражном фильме «Пёс-талисман».
В это же время Стэн встретил Мэй Дальберг, сильно повлиявшую на его жизнь. По её предложению он взял псевдоним «Лорел». Пара выступала вместе, когда Лорелу предложили сняться в кино за 75 долларов в неделю. После выхода его первого фильма «Майские орехи» «Universal Pictures» предложила ему контракт, вскоре, однако, расторгнутый из-за реорганизации студии.
В 1924 году Лорел покинул сцену и занялся только кино, подписав контракт с Джо Роком на 12 фильмов, — причем одним из условий контракта было неучастие Дальберг в этих фильмах, так как её темперамент мог помешать карьере Лорела. В 1925 году, когда она начала вмешиваться в работу Лорела, Рок предложил ей денег и билет в один конец в Австралию, на что она ответила согласием. В 1926 году Стэн женился на Лоис Нильсон.

### Лорел и Харди
Вскоре Лорел начал работать на киностудии «Hal Roach Studios» режиссёром и сценаристом, и в 1925 году на съемках фильма «Да, да, Нанетт!» вновь встретился с Харди, игравшим одну из ролей. Лорел не помышлял о возврате к актёрской карьере, но в 1927 году с Харди произошел несчастный случай, и Лорелу было предложено вернуться на съёмочную площадку в качестве актёра. Тесное сотрудничество Лорела и Харди началось со съемок в фильмах «Утиный суп» и «Скользкие жёны». Довольно быстро они сдружились и прекрасно дополняли друг друга в паре. Режиссёр студии «Hal Roach Studios» Лео Маккэри заметил большой интерес аудитории к совместным работам Харди и Лорела и в дальнейшем стал умышленно снимать их вместе, что в итоге к концу того же года привело к появлению дуэта под названием «Лорел и Харди».
С участием этого дуэта вышло огромное количество фильмов, в том числе «Битва века», «Спешат ли мужья домой?», «Двое опростоволосившихся», «Будь больше!», «Доходное дело» и многих других. В 1929 году Лорел и Харди успешно перешли в звуковое кино с фильмом «К такому мы не привыкли». В том же году их фильм стал гвоздём киноальманаха «Голливудское ревю 1929 года», а в следующем году вышел их первый цветной фильм «Песня мошенника». В 1931 году они впервые появились в полнометражном фильме «Простите нас», хотя вплоть до 1935 года продолжали появляться и в короткометражках — одна из которых, «Музыкальная шкатулка», получила в 1932 году «Оскар» за лучший короткометражный фильм.

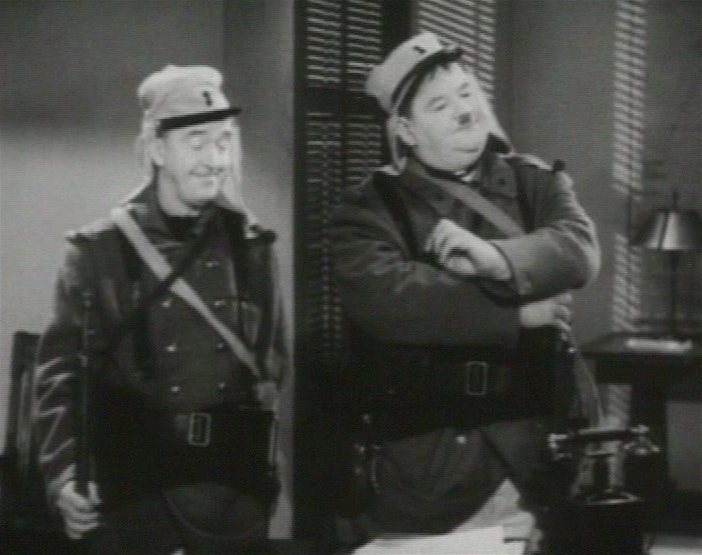
Лорел и Харди в фильме «Летающая парочка» (1939)

В 1928 году у Стэна родилась дочь, которую назвали Лоис в честь матери, а в 1930 году — сын, Стэн-младший, умерший через 9 дней. Оправившись от потрясения, Лорел ещё сильнее привязался к дочери, и эта привязанность была взаимной. Даже после развода с женой Стэн старался видеть дочь как можно чаще.
В 30-е годы отношения Лорела и Хола Роуча стали напряженными, и в конечном итоге контракт между ними был расторгнут. После этого Лорел был осужден за вождение в пьяном виде, и затем подал иск к «Hal Roach Studios». В конце концов дело было прекращено, и Лорел вернулся к Роучу.
Между тем, в 1935 году Лорел расторг брак с первой женой и женился на Вирджинии Рут Роджерс. В 1937 году они развелись, и в 1938 году Лорел женился на Вере Шуваловой.
В 1939 году Лорел и Харди подписали контракт со студией «20th Century Fox», согласно которому в течение пяти месяцев снялись в 10 фильмах.
После возвращения на «Hal Roach Studios» у дуэта вышли фильмы «Олух из Оксфорда» и «Простаки в море», и в апреле 1940 года контракт Лорела со студией был прекращен окончательно.
В мае он расторг брак с женой, и в январе 1941 года вновь женился на Вирджинии.
В годы войны фильмы дуэта стали более стандартными, что вызвало спад их популярности, хотя «Большие пушки», «Спасающиеся от преследования» и «Тореадоры» получили некоторые одобрительные отзывы. В это время у Лорела обнаружили диабет, и в двух фильмах Харди по просьбе Лорела снялся без него. В 1946 году Лорел вновь развелся с Вирджинией и женился на Иде Китаевой-Рафаэль, с которой счастливо прожил до своей смерти.
В 1950 году Лорела и Харди пригласили во Францию для съёмок в совместной французско-итальянской картине «Атолл К» (в американском прокате — «Утопия»), но фильм провалился. Во время съёмок дуэт серьёзно заболел, и после возврата домой долго восстанавливал силы. В 1952 году Лорел и Харди успешно гастролировали по Европе.
В следующем году они повторили турне с тем же результатом — даже несмотря на то, что Лорел заболел и несколько недель не выступал. В мае 1954 года у Харди случился инфаркт, и очередные гастроли были отменены.
В 1955 году они планировали сделать телесериал «Занимательные истории Лорела и Харди», основанные на рассказах для детей, но это не удалось — у Лорела случился инсульт. После выздоровления они начали подготовку к съемкам заново, но 15 сентября 1956 года Харди, в свою очередь, получил обширный инсульт. Прикованный к постели, он несколько месяцев не говорил и не двигался.

### Смерть Харди
7 августа 1957 года Оливер Харди умер. Лорел, которому врачи запретили присутствовать на похоронах, заявил по этому поводу следующее: «Малыш поймет». Также Лорел принял решение завершить актёрскую карьеру и перейти на сочинение гэгов и скетчей для коллег. По словам людей, хорошо знавших Лорела, смерть Харди полностью опустошила его, и он не оправился от неё до конца своих дней.

### Последующая жизнь
Последние годы жизни он жил в небольшом номере гостиницы «Океана» в Санта-Монике. Всегда любезный с поклонниками, он тратил много времени, отвечая на их письма. Его номер телефона был указан в телефонном справочнике, и его почитателей удивляло то, что они могут набрать номер и поговорить с Лорелом лично. В 1960 году Лорел получил почетный «Оскар» за выдающийся вклад в развитие киноискусства, и в том же году вышел фильм Джерри Льюиса «Посыльный», где в роли Лорела снялся Билл Ричмонд.

### Смерть

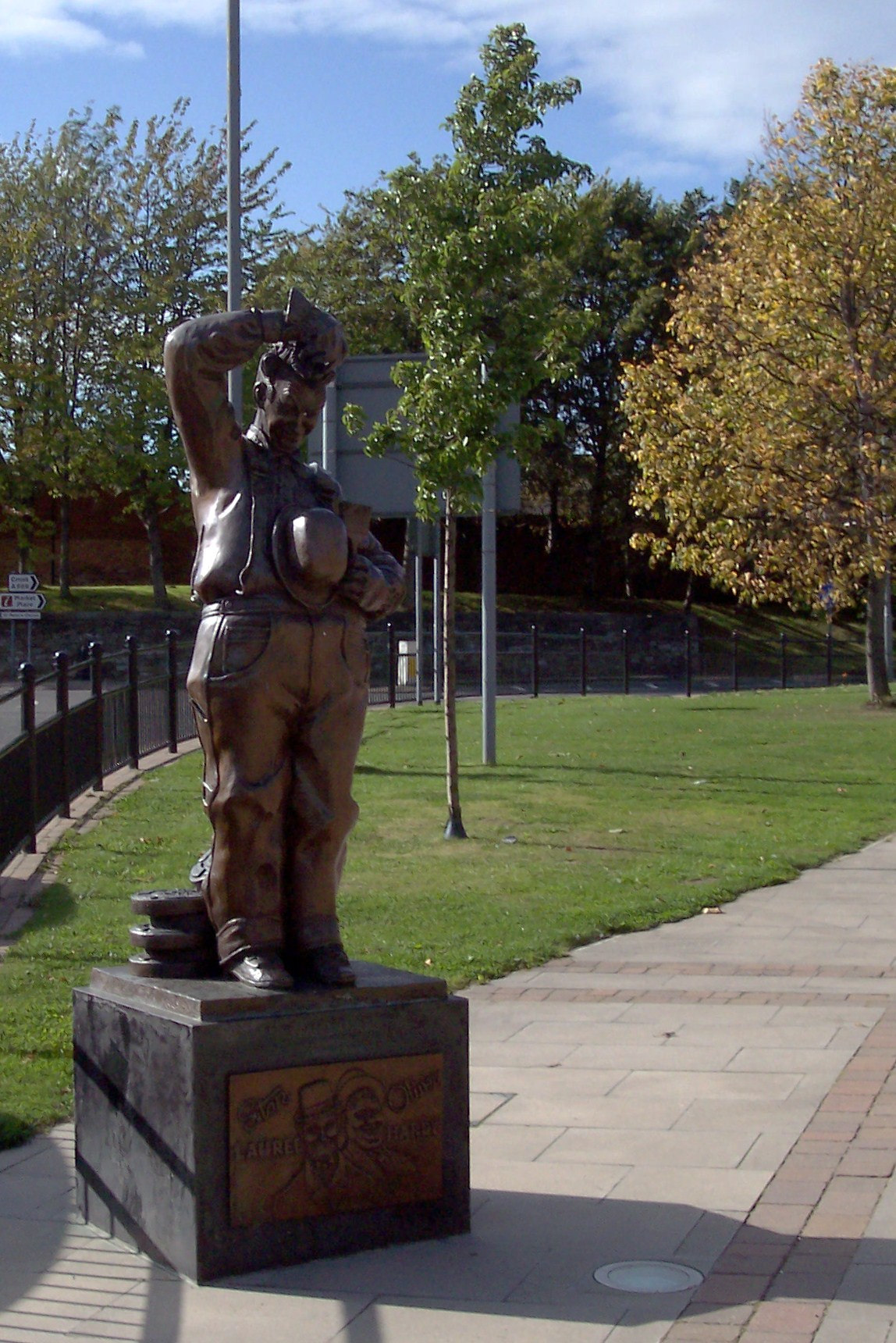
Памятник Лорелу в Бишоп-Окленде

Лорел был заядлым курильщиком, но ближе к 70 годам бросил курить. Он умер 23 февраля 1965 года через несколько дней после случившегося инфаркта. За несколько минут до смерти Лорел сказал медсестре: «Я был бы не прочь сейчас прокатиться на лыжах». Несколько озадаченно медсестра ответила: «А я и не думала, что вы катаетесь на лыжах». «Да нет, — пояснил Лорел, — я лучше сейчас прокатился бы на лыжах, лишь бы в меня не впивались эти иголки!» Через несколько минут медсестра заглянула к нему вновь и обнаружила его мёртвым.
Дик Ван Дайк, друг и протеже Лорела, в последние годы иногда бывший его импресарио, выступил на похоронах с речью. Также выступил Бастер Китон, в частности, сказавший: «Чаплин не был смешным. Не был смешным я. Смешным был этот человек».
Лорел сам придумал себе эпитафию: «Если на моих похоронах кто-то был с вытянутым лицом, я с ним больше разговаривать не буду». Он был похоронен на кладбище Голливуд-Хиллс.

## Память
- В 1989 году статуя Лорела была возведена в Нортшилдсе у дома № 8 по Докрэй-сквер, где он жил в 1897—1902 годах.
- В 2006 году по телеканалу «Би-Би-Си 4» был показан фильм «Стэн», основанный на последних встречах Лорела и Харди и реминисценциях из их карьеры[10].
- Звезда Лорела на Голливудской аллее славы расположена у дома 7021 по Голливудскому бульвару.
- В честь Стэна Лорел назван астероид (2865) Лорел.
- В 2008 году памятник Лорелу был установлен в Бишоп-Окленде, на том месте, где раньше находился театр «Эдем»[11].
- В апреле 2009 года бронзовая скульптура Лорела и Харди была установлена в Алверстоне[12].
- На доме, где жил Лорел, находится мемориальная доска.